# Because
Because è una canzone dei Beatles contenuta nell'album Abbey Road. Per quanto scritta interamente da John Lennon, nelle note di copertina dell'album è attribuita alla coppia Lennon/McCartney.

## Il brano

### Composizione
La canzone inizia con un clavicembalo elettrico suonato dal produttore discografico George Martin a cui si sovrappone in seguito la chitarra elettrica di John Lennon. Questa composizione fu una delle poche canzoni dei Fab Four ad includere verso la fine un sintetizzatore.
Sembra che Lennon, mentre sua moglie Yōko Ono stava suonando al pianoforte la sonata Al chiaro di luna di Beethoven, le abbia chiesto di suonarla al contrario, e da lì si sia ispirato per creare la melodia di Because.

### Registrazione
La sessione durante la quale fu principalmente registrata Because si tenne il 1º agosto 1969, successivamente il 4 agosto furono effettuate delle sovraincisioni vocali, e ulteriori sovraincisioni di sintetizzatore Moog da parte di George Harrison il 5 agosto. Questo rese la canzone l'ultimo brano dell'album ad essere messo su nastro, anche se rimanevano ancora altre sovraincisioni da farsi su delle canzoni incompiute. Sull’Anthology 3 e sull'album Love sono presenti delle versioni a cappella che evidenziano il gran lavoro svolto in studio sulle armonie vocali in tre parti eseguite da Lennon, McCartney e Harrison.